# Culeolus parvus
Culeolus parvus är en sjöpungsart som beskrevs av C.S. Millar 1970. Culeolus parvus ingår i släktet Culeolus och familjen lädermantlade sjöpungar. Inga underarter finns listade i Catalogue of Life.